# Arthur Hughes (attore)
Arthur Hughes (Aylesbury, 1992) è un attore britannico.

## Biografia
Nato nel Buckinghamshire e affetto da displasia al braccio destro, ha studiato all'Aylesbury Grammar School e nel 2013 si è diplomato dal Royal Welsh College of Music & Drama. Prima ancora di terminare gli studi, ha esordito sul piccolo schermo in un episodio di Doctors e da allora ha recitato regolarmente a teatro e in televisione. Nel 2018 ha interpretato il suo primo ruolo televisivo di rilievo, quello di Ryan in The Innocents, mentre nel 2024 ha interpretato il protagonista Matthew Shardlake nella serie televisiva Shardlake, distribuita su Disney+.
Ha esordito sulle scene londinesi nel 2016 in un allestimento di Santa Giovanna alla Donmar Warehouse e da allora ha recitato a Londra anche in Piccola città al Regent's Park Open Air Theatre (2019), in Vassa all'Almeida Theatre (2019) e ne La caga aux folles al Park Theatre (2020). Nel 2022 ha cominciato a lavorare con la Royal Shakespeare Company, con cui ha recitato nei panni di Riccardo III nell'omonima tragedia shakespeariana nel 2022.

## Filmografia
- Doctors – serial TV, puntata 14x52 (2012)
- The Innocents, regia di Farren Blackburn e Jamie Donoughue – miniserie TV (2018)
- Help, regia di Marc Munden – film TV (2021)
- Shakespeare & Hathaway investigatori privati (Shakespeare & Hathaway: Private Investigators) – serie TV, episodio 4x01 (2022)
- Then Barbara Met Alan, regia di Bruce Goodison e Amit Sharma – film TV (2022)
- Shardlake, regia di Justin Chadwick – miniserie TV (2024)

## Doppiatori italiani
- Davide Perino in The Innocents, Shardlake